# Бёрвелл, Льюис (колонист)
Льюис Бёрвелл (англ. Lewis Burwell; 1711(или 1712) — 6 мая 1756) — американский колонист, британский колониальный администратор, депутат Палаты Бюргеров, член губернаторского совета колонии Вирджиния (1743-1756) и президент этого совета, который с ноября 1750 по ноябрь 1751 года исполнял обязанности губернатора Вирджинии при формальном губернаторе Виллеме ван Кеппеле. В его период правления ассамблея колонии ни разу не собиралась, но Бёрвелл известен тем, что распорядился создать карту Вирджинии, известную как Карта Фрая-Джефферсона.
Его дочь Ребекка была одним из ранних увлечений Томаса Джефферсона.